# Strada nazionale 9 (Marocco)
La strada nazionale 9 (N 9) in Marocco è una strada che collega Mohammedia a Tagounit.